# 4836 Medon
4836 Medon este un asteroid descoperit pe 2 februarie 1989 de Carolyn Shoemaker.